# Lijst van kerken in Rotterdam
Deze incomplete lijst bevat een overzicht van de bestaande en verdwenen kerkgebouwen in Rotterdam.
| Kerk | Adres                                      | (Sub)wijk/buurt                      | Functie | Foto              |
| --- | ------------------------------------------ | ------------------------------------ | --- | ----------------- |
| Michaëlkerk uit 1966                                                                                     | Lumeystraat 35                             | Blijdorp                             | Christengemeenschap                                                                                                |                   |
| De Eendrachtskapel uit 1871                                                                              | Eendrachtsstraat 95                        | Cool                                 | Rooms-Katholieke Kerk                                                                                              |                   |
| Mathenesserkerk uit 1931 - sinds 1983 in gebruik als Moskee (An-Nasr)                                    | Allard Piersonstraat                       | Middelland                           | Nederlandse Hervormde Kerk                                                                                         |                   |
| Maaskerk uit 1898 (buiten gebruik 1963) gesloopt in 2002                                                 | Schaardijk                                 | Kralingse Veer                       | Nederlandse Hervormde Kerk                                                                                         |                   |
| Nieuwe Oosterkerk uit 1892 - Verwoest bij het bombardement in 1940.                                      | Goudseweg                                  | Noord                                | Gereformeerde Kerken in Nederland                                                                                  |                   |
| Nassaukerk uit 1927 - gesloopt                                                                           | Kleiweg                                    | Zestienhoven                         | Gereformeerde Kerken in Nederland                                                                                  |                   |
| Gereformeerde Duystkerk                                                                                  | Duyststraat 26                             | Delfshaven                           | Moskee |                   |
| Noorderkerk uit 1891 - gesloopt in 1974                                                                  | Jacob Catsstraat                           | Oude Noorden                         | Gereformeerde Kerken in Nederland                                                                                  |                   |
| Tidemanstraatkerk uit 1924 (buiten gebruik 1973) gesloopt 1975                                           | Tidemanstraat                              | Middelland                           | Gereformeerde Kerken in Nederland                                                                                  |                   |
| Leeuwenstraatse kerk Verwoest bij het bombardement in 1940.                                              | Leeuwenstraat                              | Centrum                              | Rooms-Katholieke Kerk                                                                                              |                   |
| Sint-Nicolaaskerk (Rotterdam) (1924-1974) gesloopt in 1975.                                              | Schaepmanstraat                            | Spangen                              | Rooms-katholieke kerk                                                                                              |                   |
| Grote of Sint-Laurenskerk                                                                                | Grotekerkplein                             | Centrum                              | Protestantse Kerk                                                                                                  |                   |
| Sint-Rosaliakerk Verwoest bij het bombardement in 1940.                                                  | Leeuwenstraat                              | Centrum                              | Rooms-Katholieke Kerk                                                                                              |                   |
| Petruskerk (1928-1975)                                                                                   | Schoonderloostraat                         | Coolhaveneiland                      | Rooms-Katholieke Kerk                                                                                              |                   |
| Andreaskerk                                                                                              | Heer Vrankestraat                          | Oude Noorden                         | Evangelisch-Lutherse gemeente                                                                                      |                   |
| Sint-Bavokerk                                                                                            | Sommelsdijkstraat                          | Pendrecht                            | Rooms-Katholieke Kerk                                                                                              |                   |
| Bergsingelkerk                                                                                           | Bergsingel                                 | Liskwartier                          | Gereformeerde Kerken in Nederland                                                                                  |                   |
| Bethelkerk, Zuidwijk                                                                                     | Langenhorst                                | Zuidwijk                             | Gereformeerde Gemeenten                                                                                            |                   |
| Boezemsingelkerk, Gereformeerde Gemeente Rotterdam-Centrum                                               | Boezemsingel                               | Crooswijk                            | Gereformeerde Gemeenten                                                                                            |                   |
| Bosjeskerk Sint-Antonius van Paduakerk Verwoest bij het bombardement in 1940.                            | Boschje                                    | Noord                                | Rooms-Katholieke Kerk                                                                                              |                   |
| Breakthrough City Church                                                                                 | Beursplein                                 | Centrum                              | Charismatische Kerk                                                                                                |                   |
| Sint-Franciscus van Assisikerk (Rotterdam)                                                               | Paul Krugerstraat 30 hoek Afrikaanderplein | Hillesluis                           | Rooms-Katholieke Kerk                                                                                              |                   |
| Breepleinkerk                                                                                            | Breeplein                                  | Hillesluis                           | Gereformeerde Kerken in Nederland                                                                                  |                   |
| Achterhuis kerk                                                                                          | Breeplein                                  | Hillesluis                           | Gereformeerde Kerken in Nederland                                                                                  |                   |
| CGK Rotterdam West = opgeheven                                                                           | Coloniastraat                              | Delfshaven                           | Christelijke Gereformeerde Kerken                                                                                  |                   |
| De Christengemeenschap Rotterdam (H.W.M. Hupkes, 1965)                                                   | Lumeystraat                                | Blijdorp                             | De Christengemeenschap                                                                                             |                   |
| De Deur                                                                                                  | Burg. de Josselin de Jonglaan              | Overschie                            | 1954-2003: Gereformeerde Kerken in Nederland; 2003-2008 Evangelie Gemeente De Deur Nederland; gesloopt in 2008     |                   |
| De Deur Rotterdam zuid                                                                                   | Gooilandsingel                             | Zuidplein                            | Evangelie Gemeente De Deur Nederland                                                                               |                   |
| Dios Esta Obrando Ministries (vh Christus Triomfator)                                                    | Krabbendijkestraat                         | Pendrecht                            | Dios Esta Obrando Ministries                                                                                       |                   |
| Elim-kerk                                                                                                | Bollenland                                 |                                      | Gereformeerde Kerken vrijgemaakt (inmiddels verkocht)                                                              |                   |
| Evangelische Broedergemeente Rotterdam                                                                   | Avenue Concordia                           | Kralingen Oost                       | Evangelische Broedergemeente                                                                                       |                   |
| Evangelisch Centrum Europoort = v/h Evangelisch Centrum De Kandelaar                                     | Nieuwe Binnenweg                           | Middelland                           | Evangelische Gemeente                                                                                              |                   |
| EVG-Trefpunt                                                                                             | Carry van Bruggensingel                    | Zevenkamp                            | Evangelische Gemeente                                                                                              |                   |
| dr. J.E. Feisserkapel                                                                                    | Proveniersstraat 52 B                      | Provenierswijk                       | Baptistengemeente Rotterdam-Centrum (Unie van Baptisten in Nederland)                                              |                   |
| Gemeenschap van Christus                                                                                 | Groenezoom                                 | Vreewijk                             | Christengemeente                                                                                                   |                   |
| St. Mary's Church (Engelse kerk) (1913)                                                                  | Pieter de Hoochweg 131                     | Delfshaven                           | Anglicaanse Kerk                                                                                                   |                   |
| Sionkerk                                                                                                 | Romanohof                                  | Prins Alexanderpolder                | Gereformeerde Gemeenten                                                                                            |                   |
| Nederlandse Gereformeerde Kerk Rotterdam-Hillegersberg-Schiebroek De Rank                                | Larikslaan                                 | Hillegersberg                        | Nederlandse Gereformeerde Kerken                                                                                   |                   |
| Nederlandse Gereformeerde Kerk Rotterdam-Centrum                                                         | Simonstraat                                | Centrum                              | Nederlandse Gereformeerde Kerken                                                                                   |                   |
| Nederlandse Gereformeerde Kerk Rotterdam-Oost Ichthuskerk                                                | Jaap van der Hoekplaats                    | Lage Land                            | Nederlandse Gereformeerde Kerken                                                                                   |                   |
| Nederlandse Gereformeerde Kerk Rotterdam-Delfshaven                                                      | Kuipersstraat                              | Bospolder                            | Nederlandse Gereformeerde Kerken                                                                                   |                   |
| Gods koninkrijk                                                                                          | Westersingel                               | Dijkzigt                             | Evangelische Gemeente                                                                                              |                   |
| International Christian Fellowship                                                                       | Carnissesingel                             | Carnisserbuurt                       | Christelijke Gereformeerde Kerken                                                                                  |                   |
| Jeruzalemkerk                                                                                            | Jeruzalemstraat                            | Kralingen                            | Christelijke Gereformeerde Kerken                                                                                  |                   |
| Nebokerk                                                                                                 | Smeetslandsedijk                           | Smeetsland                           | Christelijke Gereformeerde Kerken                                                                                  |                   |
| Putsepleinkerk (gesloopt)                                                                                | Putseplein                                 | Hillesluis                           | Gereformeerde Kerk                                                                                                 |                   |
| Rehobothkerk                                                                                             | Noordsingel                                | Agniesebuurt                         | Christelijke Gereformeerde Kerken                                                                                  |                   |
| Sectie Susmacaar                                                                                         | Linker Rottekade                           | Crooswijk                            | Gereformeerde Kerken vrijgemaakt                                                                                   |                   |
| Stieltjeskerk (1976 gesloopt) (Martelaren van Gorcumkerk)                                                | Stieltjesplein                             | Feijenoord                           | Rooms-Katholieke Kerk                                                                                              |                   |
| De Vermaning                                                                                             | Noordmolenwerf                             | Stadsdriehoek                        | Doopsgezinde Gemeente                                                                                              |                   |
| Verrijzeniskerk                                                                                          | Springerstraat                             | Prins Alexanderpolder                | Christelijke Gereformeerde Kerken                                                                                  |                   |
| Westerkerk (in 1940 onherstelbaar beschadigd)                                                            | Kruiskade                                  | Centrum                              | Hervormde kerk |                   |
| Wilhelminakerk (in 1973 gesloopt)                                                                        | Oranjeboomstraat                           | Feijenoord                           | Nederduitsch Hervormde Gemeente                                                                                    |                   |
| De Zwaluw                                                                                                | Oude Bovendijk                             | Zestienhoven                         | Christelijke Gemeente Nederland                                                                                    |                   |
| Harvest Ministries Rotterdam                                                                             |                                            |                                      | Harvest Ministries                                                                                                 |                   |
| YFC Rotterdam                                                                                            |                                            |                                      | Jeugdkerk |                   |
| Eternal Differenz                                                                                        |                                            |                                      | Jeugdkerk |                   |
| Free Entrance                                                                                            |                                            |                                      | Jeugdkerk |                   |
| 4Real |                                            |                                      | Jeugdkerk |                   |
| Curious?                                                                                                 |                                            |                                      | Jeugdkerk |                   |
| Kerk van de Nazarener Rotterdam                                                                          |                                            |                                      | Kerk van de Nazarener                                                                                              |                   |
| Kerk van de Nazarener Rotterdam Emmaüs                                                                   |                                            |                                      | Kerk van de Nazarener                                                                                              |                   |
| Kerk van Jezus Christus Rotterdam                                                                        |                                            |                                      | Kerk van Jezus Christus                                                                                            |                   |
| Kerk van Jezus Christus Rotterdam                                                                        |                                            |                                      | Kerk van Jezus Christus                                                                                            |                   |
| Kerk van Jezus Christus Rotterdam-Capelle                                                                |                                            |                                      | Kerk van Jezus Christus                                                                                            |                   |
| Korps Rotterdam Centrum                                                                                  |                                            |                                      | Leger Des Heils |                   |
| Korps Rotterdam Oost                                                                                     |                                            |                                      | Leger Des Heils |                   |
| Korps Rotterdam Zuid                                                                                     | Hillevliet                                 | Hillesluis                           | Leger Des Heils |                   |
| Bethelkerk                                                                                               | Oranjestraat                               | Overschie                            | Nederlands Gereformeerde Kerk                                                                                      |                   |
| Gemeente Rotterdam                                                                                       |                                            |                                      | Nieuw-Apostolische Kerk in Nederland                                                                               |                   |
| H.H. Petrus en Pauluskerk (Paradijskerk)                                                                 | Nieuwe Binnenweg                           | Centrum                              | Oud-Katholieke Kerk                                                                                                |                   |
| Nieuwe Noorderkerk (Buiten gebruik in 1966, gesloopt in 1977)                                            | Snellemanstraat                            | Oude Noorden                         | Gereformeerde Kerken in Nederland                                                                                  |                   |
| PG De Banier                                                                                             |                                            |                                      | Pinkstergemeente                                                                                                   |                   |
| New Life Christian Fellowship                                                                            |                                            |                                      | Pinkstergemeente                                                                                                   |                   |
| Waalsekerk                                                                                               | Pierre Baylestraat hoek Schiedamse vest    | Centrum                              | Waals hervormd |                   |
| Hoflaankerk Hervormde Gemeente Kralingen                                                                 | Hoflaan hoek Oudedijk                      | Kralingen                            | Protestantse Kerk                                                                                                  |                   |
| Immanuelkerk Hervormde Gemeente Kralingen Oost                                                           |                                            |                                      | Protestantse Kerk                                                                                                  |                   |
| Hervormde Gemeente Rotterdam-Centrum                                                                     |                                            |                                      | Protestantse Kerk                                                                                                  |                   |
| Hervormde Gemeente Rotterdam-IJsselmonde                                                                 |                                            |                                      | Protestantse Kerk                                                                                                  |                   |
| Adriaen Janszkerk                                                                                        | Kasteelweg 50                              | IJsselmonde                          | Protestantse Kerk                                                                                                  |                   |
| Maranathakerk                                                                                            | Hillevliet                                 | Hillesluis                           | Protestantse Kerk                                                                                                  |                   |
| Gereformeerde Kerk Rotterdam                                                                             |                                            |                                      | Protestantse Kerk                                                                                                  |                   |
| Oude Kerk                                                                                                | Charloisse Kerksingel                      | Charlois                             | Protestantse Kerk                                                                                                  |                   |
| Hillegondakerk                                                                                           | Kerkstraat                                 | Hillegersberg                        | Protestantse Kerk                                                                                                  |                   |
| Immanuelkerk (H.W.M. Hupkes, 1968)                                                                       | Berlagestraat 96                           | Prins Alexander                      | Protestantse Kerk tot 2016, daarna FIRE Kerk Nederland                                                             |                   |
| Ommoord                                                                                                  |                                            |                                      | Protestantse Kerk                                                                                                  |                   |
| Oude of Pelgrimvaderskerk                                                                                | Voorhaven                                  | Delfshaven                           | Protestantse Kerk                                                                                                  |                   |
| Lombardijen                                                                                              |                                            |                                      | Protestantse Kerk                                                                                                  |                   |
| Oranjekerk                                                                                               |                                            |                                      | Protestantse Kerk                                                                                                  |                   |
| Protestantse Kerk Rotterdam Zuidwijk                                                                     |                                            |                                      | Protestantse Kerk                                                                                                  |                   |
| Binnenvaartpastoraat                                                                                     |                                            |                                      | Protestantse Kerk                                                                                                  |                   |
| Pendrecht Heijplaat                                                                                      |                                            |                                      | Protestantse Kerk                                                                                                  |                   |
| Verrijzeniskerk                                                                                          |                                            |                                      | Protestantse Kerk                                                                                                  |                   |
| Koninginnekerk afgebroken in 1972                                                                        | Boezemsingel                               | Crooswijk                            | Protestantse Kerk                                                                                                  |                   |
| Rubroek                                                                                                  |                                            |                                      | Protestantse Kerk                                                                                                  |                   |
| Koningskerk                                                                                              |                                            |                                      | Protestantse Kerk                                                                                                  |                   |
| Pelgrimskerk                                                                                             |                                            |                                      | Protestantse Kerk                                                                                                  |                   |
| Ontmoetingskerk                                                                                          |                                            |                                      | Protestantse Kerk                                                                                                  |                   |
| Remonstrantse Kerk Rotterdam                                                                             | Westersingel                               | Centrum                              | Remonstrantse Kerk                                                                                                 |                   |
| Sint-Petrus' Bandenkerk                                                                                  | Delftweg                                   | Overschie                            | Rooms-Katholieke Kerk                                                                                              |                   |
| O.L.V. Onbevlekt Ontvangen 2004 gesloten (gesloopt 1 maart 2008)                                         |                                            | Zuidwijk                             | Rooms-Katholieke Kerk                                                                                              |                   |
| O.L.Vrouw van de Rozenkrans en H. Albertus                                                               | Nicolaas Ruyschstraat                      | Blijdorp                             | Rooms-Katholieke Kerk                                                                                              |                   |
| Citykerk Het Steiger Sint-Dominicus                                                                      | Hang 17-18 1e Nieuwstraathof               | Centrum                              | Rooms-Katholieke Kerk                                                                                              |                   |
| Sint-Caeciliakerk                                                                                        | Zocherstraat                               | Prins Alexanderpolder, Het Lage Land | Rooms-Katholieke Kerk                                                                                              |                   |
| Open Hof                                                                                                 | Hesseplaats                                | Ommoord                              | Samenwerkingsverband Protestantse Kerk en Rooms-Katholieke Kerk                                                    |                   |
| Lambertuskerk                                                                                            | Beneden Oostzeedijk                        | Kralingen                            | Rooms-Katholieke Kerk                                                                                              |                   |
| Vrede en Verzoening Kathedraal op zuid                                                                   | Bandeloodijk                               | Groot-IJsselmonde                    | Rooms-Katholieke Kerk                                                                                              |                   |
| O.L.V. Altijddurende Bijstand                                                                            | Burg. Baumannlaan                          | Overschie                            | Rooms-Katholieke Kerk                                                                                              |                   |
| O.L.V. Sterre der Zee v/h Sint-Willibrorduskerk                                                          | Beukelsdijk                                | Nieuwe Westen                        | Rooms-Katholieke Kerk                                                                                              |                   |
| Heilige Kruisvindingkerk (Rotterdam)                                                                     | Beukendaal                                 | Vreewijk                             | Rooms-Katholieke Kerk                                                                                              |                   |
| Pax Christi Kerk                                                                                         | Mathenesserdijk                            | Spangen                              | Rooms-Katholieke Kerk                                                                                              |                   |
| Sint-Ignatiuskerk (1890-1967) gesloopt                                                                   | Westzeedijk                                | Centrum                              | Rooms-Katholieke Kerk                                                                                              |                   |
| Michaël en Clemenskerk                                                                                   | Dorpsweg                                   | Charlois                             | Rooms-Katholieke Kerk                                                                                              |                   |
| H. Familie sedert 15 juni 2008 gesloten                                                                  | Nootdorpstraat                             | Liskwartier                          | Rooms-Katholieke Kerk                                                                                              |                   |
| Sint-Hildegardis en Antoniuskerk                                                                         | Hildegardisstraat                          | Oude Noorden                         | Rooms-Katholieke Kerk                                                                                              |                   |
| Allerheiligste Verlosserkerk thans woongebouw De Kerk                                                    | Goudse Rijweg                              | Rubroek                              | Rooms-Katholieke Kerk                                                                                              |                   |
| H.H. Verlosser en Barbarakerk                                                                            | Crooswijkseweg                             | Crooswijk                            | Rooms-Katholieke Kerk                                                                                              |                   |
| HH. Laurentius- en Elisabethkathedraal                                                                   | Mathenesserlaan                            | Middelland                           | Rooms-Katholieke Kerk                                                                                              |                   |
| Christus Koning                                                                                          | Statenplein                                | Kleiwegkwartier                      | Rooms-Katholieke Kerk                                                                                              |                   |
| Sint-Liduinakerk (1925-1955) gesloopt rond 1955                                                          | Burg. Le Fèvre de Montignylaan 17          | Molenlaankwartier                    | Rooms-Katholieke Kerk                                                                                              |                   |
| Sint-Liduinakerk (1955-)                                                                                 | Burg. Le Fèvre de Montignylaan 17          | Molenlaankwartier                    | Rooms-Katholieke Kerk                                                                                              |                   |
| Sint-Pauluskerk (Rotterdam)                                                                              | Larikslaan                                 | Schiebroek                           | Rooms-Katholieke Kerk tot 2008. Sindsdien in gebruik als Eritrees-Orthodoxe Kerk.                                  |                   |
| Sint-Willibrorduskerk (Rotterdam) thans O.L.V. Sterre der Zee                                            | Beukelsdijk                                | Nieuwe Westen                        | Rooms-Katholieke Kerk                                                                                              |                   |
| Verrijzenis van de Heerkerk                                                                              | Meidoornsingel 206                         | Schiebroek                           | Rooms-Katholieke Kerk                                                                                              |                   |
| Meidoornkerk, sinds de jaren 80 Rouwcentrum de Meidoorn                                                  | Meidoornsingel 50                          | Schiebroek                           | Gereformeerd | Meer afbeeldingen |
| Allerheiligst Hart van Jezuskerk Bij het Bombardement op Rotterdam in mei 1940 door brand verwoest       | Van Oldenbarneveltstraat                   | Centrum                              | Rooms-Katholieke Kerk                                                                                              |                   |
| Assemblee de Dieu d'Utrecht et d'Rotterdam                                                               |                                            |                                      | Samen Kerk in Nederland                                                                                            |                   |
| Urdu Speaking Community                                                                                  |                                            |                                      | Samen Kerk in Nederland                                                                                            |                   |
| Stichting Houd Vast, Rotterdam                                                                           |                                            |                                      | Samen Kerk in Nederland                                                                                            |                   |
| Assemblee Evangelique du Dieu Vivant                                                                     |                                            |                                      | Samen Kerk in Nederland                                                                                            |                   |
| Jiewan Jyotie                                                                                            |                                            |                                      | Samen Kerk in Nederland                                                                                            |                   |
| Scots International Church Rotterdam                                                                     |                                            |                                      | Samen Kerk in Nederland                                                                                            |                   |
| Mahber Christian Nederland                                                                               |                                            |                                      | Samen Kerk in Nederland                                                                                            |                   |
| Glorious Chapel International                                                                            |                                            |                                      | Samen Kerk in Nederland                                                                                            |                   |
| Ministere de Victoire Armee Chretienne, M.V.A.C.                                                         |                                            |                                      | Samen Kerk in Nederland                                                                                            |                   |
| Christian Family International, Rotterdam                                                                |                                            |                                      | Samen Kerk in Nederland                                                                                            |                   |
| Vredeskerk Heilige Drie-eenheid Serv. Orth. Drie-eenheid                                                 | Lede                                       | Vreewijk                             | Vereniging van Orthodoxen                                                                                          |                   |
| Grieks-orthodoxe kathedraal van Sint-Nicolaas (Oecumenisch patriarchaat van Constantinopel)              | Westzeedijk                                | Dijkzigt                             | Vereniging van Orthodoxen                                                                                          |                   |
| Russisch-Orthodoxe Kerk H. Rechtgelovige Grootvorst Alexander Nevskij                                    | Schiedamsesingel                           | Centrum                              | Vereniging van Orthodoxen                                                                                          |                   |
| Victory Outreach Rotterdam                                                                               | Mijnsherenplein                            | Tarwewijk                            | Victory Outreach                                                                                                   |                   |
| Vineyard Rotterdam                                                                                       |                                            |                                      | Vinyard |                   |
| Ebenezer Gospel Ministries                                                                               |                                            |                                      | Volle Evangelie Bethel Kerk                                                                                        |                   |
| de Genade                                                                                                | Rosestraat                                 | Feijenoord                           | Volle Evangelie Gemeente                                                                                           |                   |
| Provenierskerk ook bekend als Onze Lieve Vrouw Koningin van de Heilige Rozenkranskerk (gesloopt in 1975) | Provenierssingel                           | Provenierswijk                       | Rooms-Katholieke Kerk                                                                                              |                   |
| de Schutse                                                                                               | Jacob Loisstraat                           | Provenierswijk                       | Volle Evangelie Gemeente                                                                                           |                   |
| Vaste Burcht                                                                                             | Van Swietenlaan                            | Tarwewijk                            | Volle Evangelie Gemeente                                                                                           |                   |
| Full Gospel Believers Church                                                                             | Eendrachtsplein                            | Rotterdam Centrum                    | Verenigde Pinkster- en Evangeliegemeenten                                                                          |                   |
| El Encuentro con Dios Rotterdam                                                                          | Nieuwe Binnenweg                           | Middelland                           | Verenigde Pinkster- en Evangeliegemeenten                                                                          |                   |
| Goede Herderkerk                                                                                         | Kastanjeplein 28                           | Schiebroek                           | Protestantse Kerk                                                                                                  |                   |
| GKPB Firman Hidup (Migrantenkerk: Indonesisch, Nederlands)                                               | Kastanjeplein 28                           | Schiebroek                           | Verenigde Pinkster- en Evangeliegemeenten Gereja Kristen Perjanjian Baru (Christengemeente van het Nieuwe Verbond) |                   |
| St. Franciscuskerk                                                                                       | Gerrit van der Lindestraat                 | Nieuwe Westen                        | Vrij-Katholieke Kerk                                                                                               |                   |
| Petrakerk Vrije Evangelische Gemeente Rotterdam                                                          |                                            | Lombardijen / Homerusbuurt           | Vrije Evangelische Gemeente                                                                                        |                   |
| Grote kerk Overschie                                                                                     | Overschiese Dorpsstraat                    | Overschie                            | Protestantse Kerk                                                                                                  |                   |
| Vredeskerk v/h Vrijzinnige Gemeente Rotterdam thans Serv. Orth. Drie-eenheid                             | Lede                                       | Vreewijk                             | Vrijzinnige Geloofsgemeenschap                                                                                     |                   |
| Johanneskerk                                                                                             | Guido Gezelleweg                           | Lombardijen / Molièrebuurt           | Zevende-dags Adventisten                                                                                           |                   |
| Adventkerk Rotterdam Noord                                                                               | Minstreelstraat                            | Kleiwegkwartier                      | Zevende-dags Adventisten                                                                                           |                   |
| Adventkerk Rotterdam Zuid                                                                                | Amelandseplein                             | Carnissewijk                         | Zevende-dags Adventisten                                                                                           |                   |
| Noorse Zeemanskerk                                                                                       | Westzeedijk                                | Centrum                              | |                   |
| Finse Zeemanskerk                                                                                        | 's-Gravendijkwal                           | Centrum                              | |                   |
| Zweedse Zeemanskerk (Svenska Sjomanskyrkan)                                                              | Parklaan 5                                 | Centrum                              | |                   |
| Pauluskerk (1960)                                                                                        | Mauritsweg 20                              | Cool                                 | Hervormde kerk |                   |
| Pauluskerk (2013)                                                                                        | Mauritsweg 20                              | Cool                                 | Diaconaal centrum                                                                                                  |                   |
| Morgensterkerk                                                                                           | Slingeplein 1                              | Zuidwijk (Charlois)                  | World Mission Society Church of God                                                                                |                   |
| Credokerk (2008)                                                                                         | Scherpenhoek 5 (Slinge)                    | Zuidwijk (Charlois)                  | Protestantse Kerk                                                                                                  |                   |